# Berbenno
Berbenno (lombardul: Berbèn) település Olaszországban, Lombardia régióban, Bergamo megyében. Lakosainak száma 2440 fő (2023. január 1.). Berbenno Sant'Omobono Terme, Blello, Val Brembilla, Bedulita és Capizzone községekkel határos.

## Népesség
A település népességének változása:
| Lakosok száma | 2383 | 2357 | 2440 |
|               | 2017 | 2018 | 2023 |